# Pleurodema diplolister
Pleurodema diplolister är en groddjursart som först beskrevs av Peters 1870.  Pleurodema diplolister ingår i släktet Pleurodema och familjen Leiuperidae. IUCN kategoriserar arten globalt som livskraftig. Inga underarter finns listade i Catalogue of Life.